# Ансон, Джордж (1769–1849)
Генерал сэр Джордж Ансон (Энсон) (англ. George Anson; фамилия при рождении Адамс; 1769 — 4 ноября 1849) — британский офицер и политик. Командовал британской кавалерийской бригадой под началом герцога Веллингтона во время Пиренейской войны и много лет был членом парламента от вигов.

## Ранние годы
Ансон был вторым сыном Джорджа Адамса (который 30 апреля 1773 года по королевской лицензии сменил фамилию на Ансон) и его жены Мэри Вернон, дочери первого лорда Вернона. У него был старший брат Томас Ансон, 1-й виконт Ансон, и младший брат сэр Уильям Ансон, 1-й баронет; другим младшим братом был Фредерик Ансон, настоятель Честерского собора.

## Карьера

### Пиренейские войны и завоевание репутации
Вступил в британскую армию в 1786 году и служил под началом герцога Йоркского и сэра Ральфа Эберкромби в Голландии. Он служил во всех кампаниях Пиренейской войны между 1809 и 1813 годами и получил награду за командование 16-м лёгким драгунским полком во второй битве при Порту. Его репутация ещё больше упрочилась после того, как он командовал бригадой лёгкой кавалерии в битвах при Талавере, Бусаку, Саламанке и Витории. Он также участвовал в битве при Венто-дель-Посо во время отступления из Бургоса. За заслуги в битвах при Талавере, Саламанке и Витории он получил золотую медаль с двумя накладками. Он настолько отличился во время этих кампаний, что в ноябре 1816 года Палата общин выразила ему благодарность за службу.
В августе 1814 года он был назначен полковником 23-го полка лёгких драгунов, а в феврале 1827 года — полковником 4-го гвардейского драгунского полка. 10 января 1837 года он был повышен до звания генерала.

### Прочая деятельность
Помимо своей военной карьеры, он также был членом парламента от Личфилда с 1806 по 1841 год. С 1836 по сентябрь 1841 года он был камер-юнкером принца Альберта. В 1846 году он был назначен вице-губернатором военного госпиталя в Челси, а в мае 1849 года стал его губернатором.

## Брак и потомки
Ансон женился на Фрэнсис, дочери Джона Уильяма Гамильтона, в 1800 году. Она была также сестрой сэра Фредерика Гамильтона. У них было шесть сыновей и пять дочерей.
Их сын Талавера Вернон Ансон стал адмиралом Королевского флота. Другой сын, Томас Ансон, был первоклассным игроком в крикет. Их дочь Джулия вышла замуж за сэра Артура Бринсли Брука и была фрейлиной королевы Виктории.
Леди Ансон умерла в 1834 году. Ансон пережил её на пятнадцать лет и умер в военном госпитале в Челси в ноябре 1849 года.
В передаче Родословная семьи, транслировавшейся на BBC 18 октября 2007 года, было обнаружено, что сэр Мэтью Пинсент, многократный олимпийский чемпион по гребле, является прямым потомком сэра Джорджа Ансона.